# Ораделл (Нью-Джерсі)
Ораделл (англ. Oradell) — місто (англ. borough) в США, в окрузі Берген штату Нью-Джерсі. Населення — 8244 особи (2020).

## Географія
Ораделл розташований за координатами 40°57′24″ пн. ш. 74°1′58″ зх. д. / 40.95667° пн. ш. 74.03278° зх. д. (40.956651, -74.032858).  За даними Бюро перепису населення США в 2010 році місто мало площу 6,67 км², з яких 6,28 км² — суходіл та 0,40 км² — водойми.

## Демографія
Згідно з переписом 2010 року, у селищі мешкало 7978 осіб у 2749 домогосподарствах у складі 2293 родин. Було 2831 помешкання
Расовий склад населення:
| - 85,8 % — білих - 11,3 % — азіатів - 0,7 % — чорних або афроамериканців - 0,1 % — корінних американців |

До двох чи більше рас належало 1,4 %. Частка іспаномовних становила 5,0 % від усіх жителів.
За віковим діапазоном населення розподілялося таким чином: 26,1 % — особи молодші 18 років, 57,3 % — особи у віці 18—64 років, 16,6 % — особи у віці 65 років та старші. Медіана віку мешканця становила 44,1 року. На 100 осіб жіночої статі у селищі припадало 91,6 чоловіків;  на 100 жінок у віці від 18 років та старших — 89,2 чоловіків також старших 18 років.
Середній дохід на одне домашнє господарство  становив 186 013 долари США (медіана — 141 550), а середній дохід на одну сім'ю — 207 167 доларів (медіана — 154 375). Медіана доходів становила 108 816 доларів для чоловіків та 75 114 долари для жінок. За межею бідності перебувало 0,6 % осіб, у тому числі 0,5 % дітей у віці до 18 років та 0,6 % осіб у віці 65 років та старших.
Цивільне працевлаштоване населення становило 3777 осіб. Основні галузі зайнятості: освіта, охорона здоров'я та соціальна допомога — 28,1 %, науковці, спеціалісти, менеджери — 17,4 %, фінанси, страхування та нерухомість — 14,4 %.